# Dictyoptera aurora
Dictyoptera aurora är en skalbaggsart som först beskrevs av Herbst 1784.  Dictyoptera aurora ingår i släktet Dictyoptera och familjen rödvingebaggar. Arten är reproducerande i Sverige. Inga underarter finns listade i Catalogue of Life.

## Bildgalleri

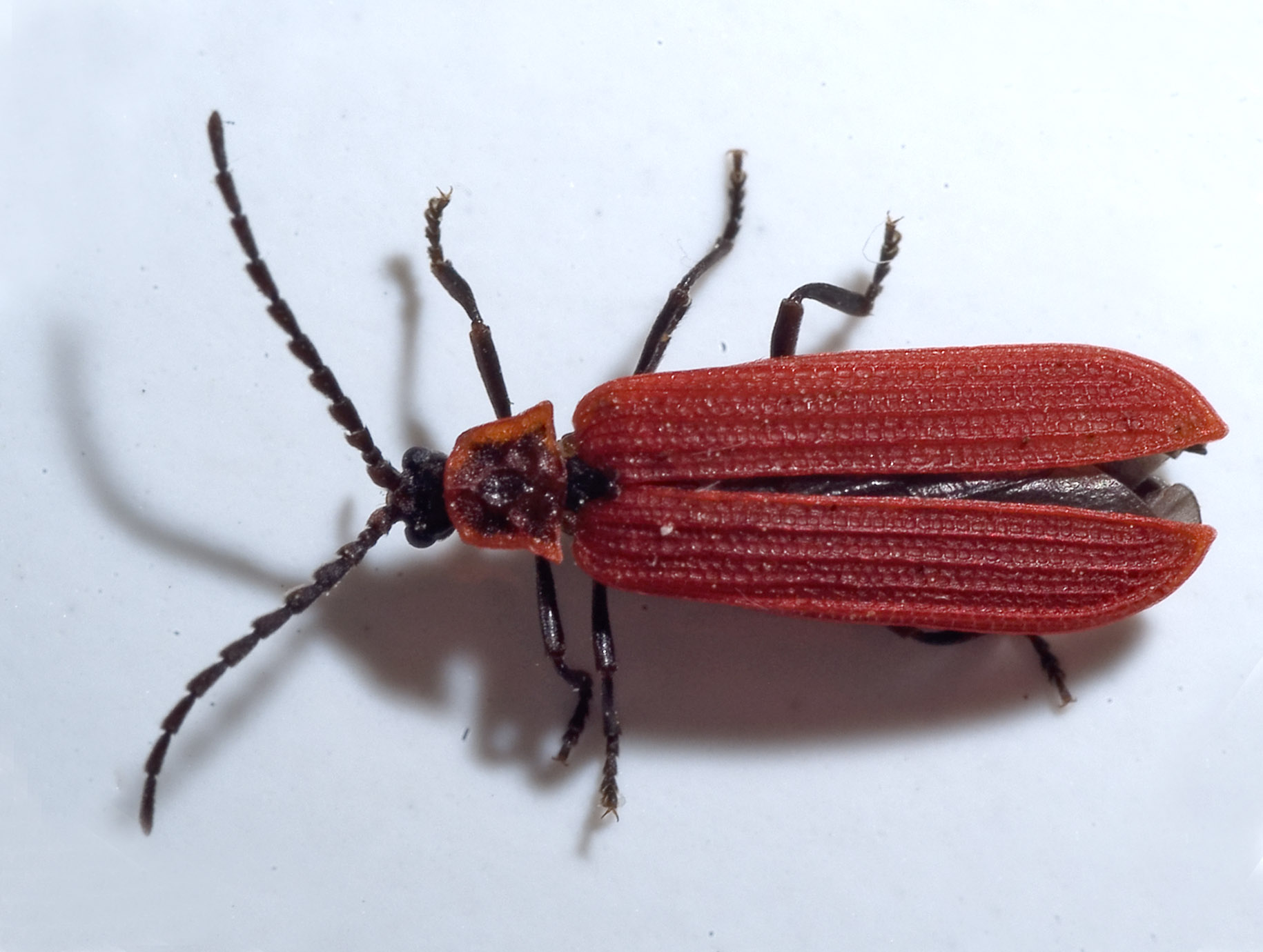
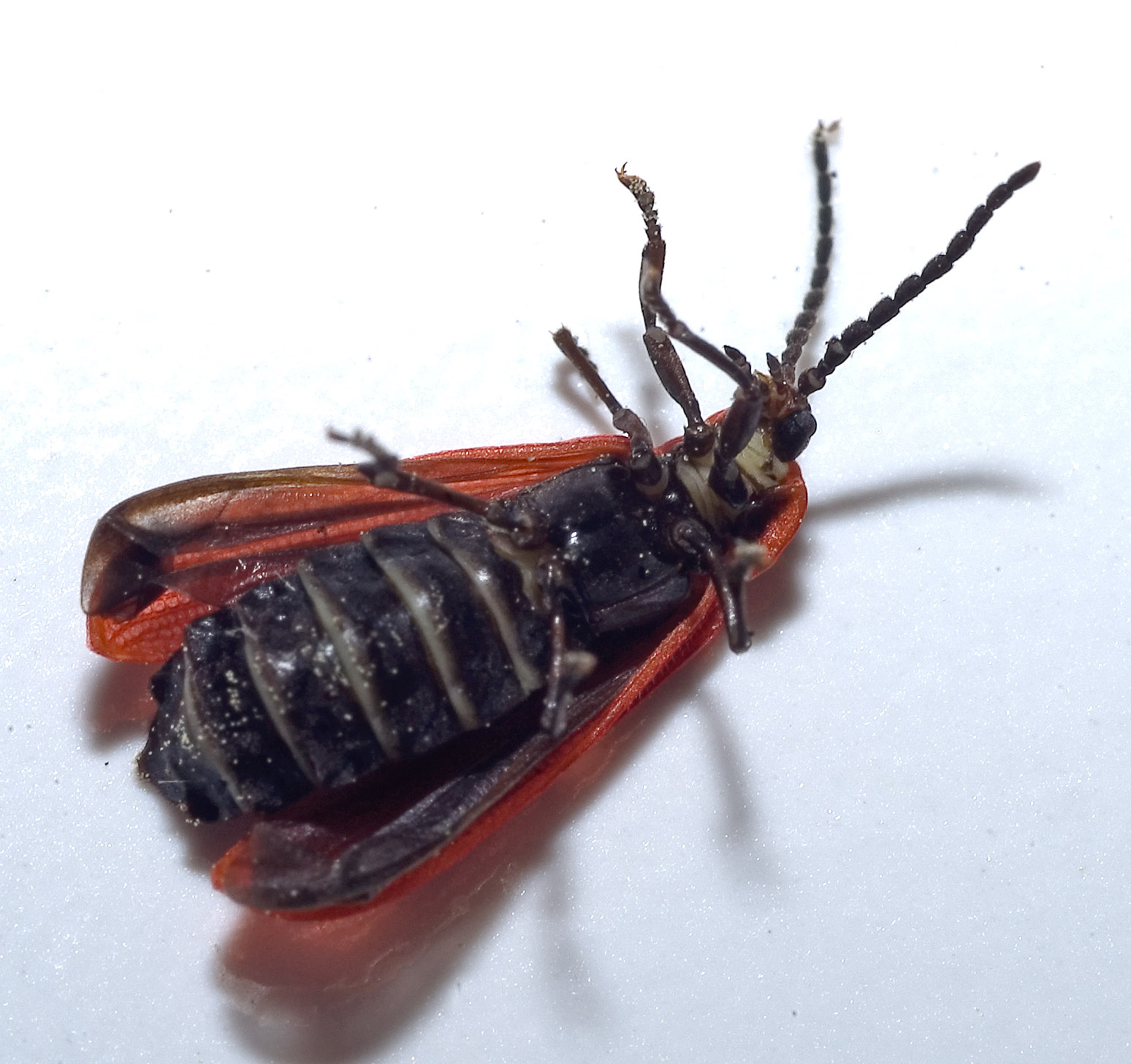
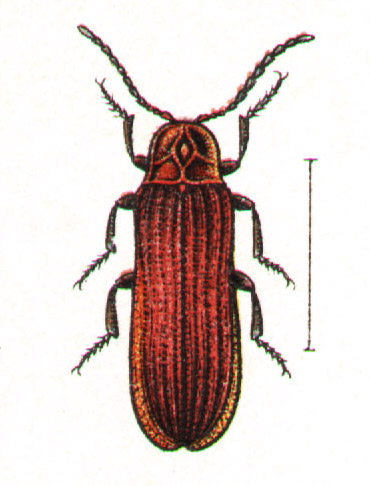
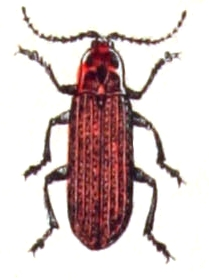
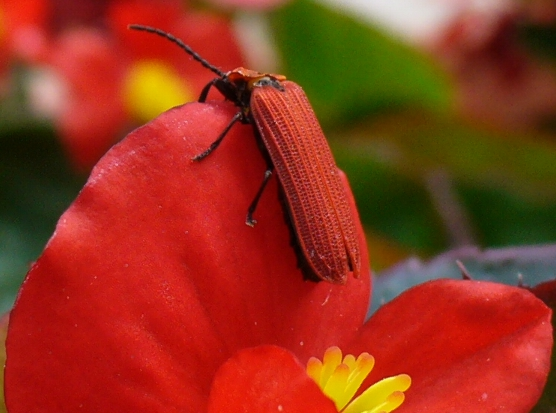
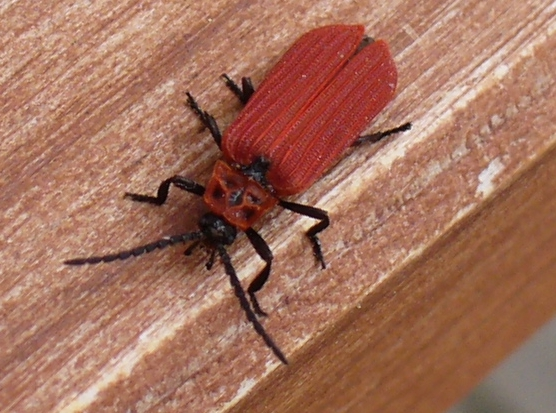